# Manyaï
Manyaï est un village du Cameroun situé dans la commune de Matomb dans la région du Centre. Il dépend du département du Nyong-et-Kéllé. 

## Histoire
Le nom de Manyaï, qui signifie en langue Bassa « je vais gronder », serait lié à l'histoire politico-administrative qui a cristallisé la région en particulier et le pays de manière générale. 
Le 21 octobre 2016, la route nationale 3 qui lie Douala à Yaoundé est coupée au niveau du village de Manyaï. Elle est rapidement réparée quelques jours plus tard.

## Géographie
Localisé à 3° 49' 0 N et 11° 1' 0 E, le village de Manyaï est situé à 564 m d'altitude. Situé sur la route nationale Douala-Yaoundé, les postes de la gendarmerie nationale sont souvent positionnés dans les localités de Manyaï et de Mahole.
Le climat de Manyaï est tropical avec plusieurs mois de fortes précipitations et une courte saison sèche. La température en moyenne sur toute l'année est de 24,4 °C avec une moyenne annuelle des précipitations estimée à 1 956 mm.